# Terradillos de Esgueva
Terradillos de Esgueva község Spanyolországban, Burgos tartományban. Terradillos de Esgueva Olmedillo de Roa, Villatuelda, Torresandino, Sotillo de la Ribera és La Horra községekkel határos. Lakosainak száma 64 fő (2024).

## Népesség
A település népessége az utóbbi években az alábbiak szerint változott:
| Lakosok száma | 128  | 127  | 117  | 113  | 105  | 92   | 82   | 78   | 73   | 64   |
|               | 2001 | 2004 | 2006 | 2009 | 2011 | 2014 | 2016 | 2019 | 2021 | 2024 |